# This Christmas : Winter Is Coming
Albums de Taeyeon
Why
(2016) Something New
(2018)
Singles
1. This Christmas
Sortie : 12 décembre 2017
2. I'm All Ears
Sortie : 1er décembre 2018

This Christmas : Winter Is Coming est le nom du troisième mini-album de la chanteuse Taeyeon, la leader du groupe sud-coréen Girls' Generation. Sa sortie a eu lieu le 12 décembre 2017. 

## Promotion
Contrairement aux albums précédents de Taeyeon, celui-ci n'a pas eu de promotion dans les émissions musicales coréennes.
Mais il y a eu trois concerts à l'Université Kyung Hee à Séoul les 22, 23 et 24 décembre 2017.
Le clip vidéo pour le titre phareThis Christmas est sorti le 12 décembre 2017.

## Accueil
Dans le classement Gaon Album Chart, le mini album s'est classé à la deuxième position et à la sixième pour le classement Bilboard World Albums Chart,. 

## Listes des pistes
| 1.    | The Magic of Christmas Time   | Krysta Youngs, Robin Ghosh | Yan Perchuk, Ruslan Sirota, Myah Marie       | 2:47 |
| 2.    | This Christmas                | 13                         | 13                                           | 4:27 |
| 3.    | Let It Snow                   | Agnes Shin                 | Simon Petrén, Chu Dae-Gwan                   | 3:18 |
| 4.    | Candy Cane                    | Hwang Hyun                 | Matthew Tishler, Philip Bentley, Aimee Proal | 3:24 |
| 5.    | Christmas without You         | Jo Yoon-Kyung              | Daniel Obi Klein, Charli Taft, Andreas Öberg | 4:19 |
| 6.    | Shhhh                         | Won Tae-Yeon, Jae Ha       | Christopher Wortley, Mahan Moin, DWB         | 3:48 |
| 7.    | I'm All Ears (겨울나무)       | Lee Joo-Hyung              | Lee Joo-hyung, Astrid Holiday                | 3:35 |
| 8.    | This Christmas (Instrumental) |                            | 13                                           | 4:27 |
| 30:08 |                               |                            |                                              |      |